# Silvio Hernández del Valle
Silvio Hernández del Valle   (Veracruz, 31 de desembre de 1908 - Ciutat de Mèxic, 20 de març de 1984) fou un jugador de bàsquet mexicà que va competir durant la dècada de 1930.
El 1936 va prendre part en els Jocs Olímpics de Berlín, on guanyà la medalla de bronze en la competició de bàsquet.